# Kristen Michal
Kristen Michal (n. 12 iulie 1975, Tallin, RSS Estonă, URSS) este un politician eston care ocupă funcția de prim-ministru al Estoniei din 23 iulie 2024. Membru al Partidului Reformist, el i-a succedat lui Kaja Kallas, care a fost numită Înalt Reprezentant al Uniunii pentru Afaceri Externe și Politică de Securitate. Michal a fost anterior ministru al justiției între 2011 și 2012, ministru al afacerilor economice și infrastructurii între 2015 și 2016, precum și ministru al climei între 2023 și 2024.

## Biografie
Michal s-a născut la Tallinn pe 12 iulie 1975. A studiat dreptul la Academia Nord și a absolvit în 2009. Din 2009, urmează studii de masterat în drept la Facultatea de Drept a Universității din Tallinn.

## Cariera politică
Michal a lucrat ca consilier la diferite niveluri pentru Partidul Reformist între 1996 și 2002. În 2002, a devenit consilier al prim-ministrului de atunci, Siim Kallas. Michal a ocupat funcția de primar al districtului central din Tallinn timp de un an (2002–2003). În 2003, a fost numit secretar general al Partidului Reformist, funcție pe care a deținut-o până în 2011. Michal a fost membru al Riigikogu între 2005 și 2011 și între 2012 și 2015.
A fost numit ministru al justiției la 6 aprilie 2011, înlocuindu-l pe un alt membru al Partidului Reformist, Rein Lang.
În mai 2012, Michal s-a aflat în centrul unor acuzații lansate de Silver Meikar, membru al Partidului Reformist și fost deputat în Riigikogu, potrivit cărora partidul ar fi primit donații din surse dubioase timp de mai mulți ani. Atât Michal, cât și prim-ministrul Andrus Ansip au negat aceste acuzații. Delegați ai grupului GRECO al Consiliului Europei, organism de monitorizare a luptei împotriva corupției, au vizitat Estonia în iunie 2012 pentru a investiga acuzațiile. La 31 iulie 2012, Parchetul General al Estoniei a anunțat că Michal și Kalev Lillo, un alt membru al Partidului Reformist, sunt suspecți în acest caz și că ambii au fost interogați. Michal a fost anchetat pentru spălare de bani și finanțare ilegală a partidului. La 10 septembrie 2012, în prima zi a sesiunii parlamentare, fracțiunea Partidului Social Democrat a inițiat o procedură de moțiune de cenzură pentru demiterea lui Michal. Totuși, petiția a eșuat pe 19 septembrie 2012, când partidul a renunțat la procedură. Michal a anunțat că, dacă va fi găsit vinovat, va demisiona din funcție. Parchetul General al Estoniei a închis cazul la 15 octombrie 2012, fără a găsi dovezi de ilegalități.
Mandatul lui Michal ca ministru al justiției s-a încheiat la 10 decembrie 2012, când a demisionat din funcție. A fost înlocuit în această funcție de Hanno Pevkur. În perioada 9 aprilie 2015 – 23 noiembrie 2016, Michal a fost ministru al afacerilor economice și infrastructurii.
La 29 iunie 2024, Michal a fost nominalizat de Partidul Reformist pentru a o înlocui pe Kaja Kallas în funcția de prim-ministru, în urma numirii acesteia în funcția de Înalt Reprezentant al Uniunii pentru Afaceri Externe și Politică de Securitate a Uniunii Europene. Cabinetul condus de Kristen Michal a preluat oficial funcția la 23 iulie 2024, după ce cei 14 miniștri au depus jurământul în fața Riigikogu.

## Viața personală
Michal și partenera sa, Evelin Oras, consilier politic, sunt împreună de la mijlocul anilor 2000. Împreună au trei copii.